# Општина Риоверде (Сан Луис Потоси)
Риоверде (шп. Rioverde) општина је у Мексику у савезној држави Сан Луис Потоси. Општина се налази на надморској висини од 990 м.

## Становништво
Према подацима из 2010. у општини је живело 91924 становника.

### Хронологија
| Година       | 2000                  | 2005                  | 2010                  |
| ------------ | --------------------- | --------------------- | --------------------- |
| Становништво | 88991 (43129 / 45862) | 85945 (40824 / 45121) | 91924 (44574 / 47350) |

### Попис
| \| \| м \| \| \| ж \| \| 0—2 \| 2.495 \| \| \| 2.465 \| \| 3—5 \| 2.587 \| \| \| 2.682 \| \| 6—11 \| 5.625 \| \| \| 5.415 \| \| 12—14 \| 2.833 \| \| \| 2.817 \| \| 15—17 \| 3.087 \| \| \| 3.056 \| \| 18—24 \| 5.609 \| \| \| 6.102 \| \| 60+ \| 5.902 \| \| \| 5.973 \| \| Просек : \| 29,4 \| \| \| 30,0 \| |       |  |  |       |
| |       |  |  |       |
| | м     |  |  | ж     |
| 0—2 | 2.495 |  |  | 2.465 |
| 3—5 | 2.587 |  |  | 2.682 |
| 6—11 | 5.625 |  |  | 5.415 |
| 12—14 | 2.833 |  |  | 2.817 |
| 15—17 | 3.087 |  |  | 3.056 |
| 18—24 | 5.609 |  |  | 6.102 |
| 60+ | 5.902 |  |  | 5.973 |
| Просек : | 29,4  |  |  | 30,0  |

| #   | Индикатор                                                                                        | Вредност |
| --- | ------------------------------------------------------------------------------------------------ | -------- |
| 1   | Становништво од 0 до 2 године                                                                    | 4960     |
| 2   | Мушко становништво од 0 до 2 године                                                              | 2495     |
| 3   | Женско становништво од 0 до 2 године                                                             | 2465     |
| 4   | Становништво са 3 и више година                                                                  | 86378    |
| 5   | Мушко становништво са 3 и више година                                                            | 41790    |
| 6   | Женско становништво са 3 и више година                                                           | 44588    |
| 7   | Становништво са 5 и више година                                                                  | 82923    |
| 8   | Мушко становништво са 5 и више година                                                            | 40089    |
| 9   | Женско становништво са 5 и више година                                                           | 42834    |
| 10  | Становништво са 12 и више година                                                                 | 70069    |
| 11  | Мушко становништво са 12 и више година                                                           | 33578    |
| 12  | Женско становништво са 12 и више година                                                          | 36491    |
| 13  | Становништво са 15 и више година                                                                 | 64419    |
| 14  | Мушко становништво са 15 и више година                                                           | 30745    |
| 15  | Женско становништво са 15 и више година                                                          | 33674    |
| 16  | Становништво са 18 и више година                                                                 | 58276    |
| 17  | Мушко становништво са 18 и више година                                                           | 27658    |
| 18  | Женско становништво са 18 и више година                                                          | 30618    |
| 19  | Становништво од 3 до 5 година                                                                    | 5269     |
| 20  | Мушко становништво од 3 до 5 година                                                              | 2587     |
| 21  | Женско становништво од 3 до 5 година                                                             | 2682     |
| 22  | Становништво од 6 до 11 година                                                                   | 11040    |
| 23  | Мушко становништво од 6 до 11 година                                                             | 5625     |
| 24  | Женско становништво од 6 до 11 година                                                            | 5415     |
| 25  | Становништво од 8 до 14 година                                                                   | 13096    |
| 26  | Мушко становништво од 8 до 14 година                                                             | 6685     |
| 27  | Женско становништво од 8 до 14 година                                                            | 6411     |
| 28  | Становништво од 12 до 14 година                                                                  | 5650     |
| 29  | Мушко становништво од 12 до 14 година                                                            | 2833     |
| 30  | Женско становништво од 12 до 14 година                                                           | 2817     |
| 31  | Становништво од 15 до 17 година                                                                  | 6143     |
| 32  | Мушко становништво од 15 до 17 година                                                            | 3087     |
| 33  | Женско становништво од 15 до 17 година                                                           | 3056     |
| 34  | Становништво од 18 до 24 године                                                                  | 11711    |
| 35  | Мушко становништво од 18 до 24 године                                                            | 5609     |
| 36  | Женско становништво од 18 до 24 године                                                           | 6102     |
| 37  | Женско становништво од 15 до 49 година                                                           | 23786    |
| 38  | Становништво са 60 и више година                                                                 | 11875    |
| 39  | Мушко становништво са 60 и више година                                                           | 5902     |
| 40  | Женско становништво са 60 и више година                                                          | 5973     |
| 41  | Однос између мушкараца и жена                                                                    | 94.14    |
| 42  | Становништво од нуле до 14 година                                                                | 26919    |
| 43  | Становништво од 15 до 64 године                                                                  | 55428    |
| 44  | Становништво од 65 година и више                                                                 | 8991     |
| 45  | Просечан број деце                                                                               | 2.86     |
| 46  | Становништво рођено у ентитету                                                                   | 83146    |
| 47  | Мушко становништво рођено у ентитету                                                             | 40393    |
| 48  | Женско становништво рођено у ентитету                                                            | 42753    |
| 49  | Становништво рођено у другом ентитету                                                            | 6932     |
| 50  | Мушко становништво рођено у другом ентитету                                                      | 3258     |
| 51  | Женско становништво рођено у другом ентитету                                                     | 3674     |
| 52  | Становништво од 5 година и више резидентно у ентитету у јуну 2005. године                        | 78695    |
| 53  | Мушко становништво старосног доба од 5 година и више, резидентно у ентитету у јуну 2005. године  | 37429    |
| 54  | Женско становништво старосног доба од 5 и више година, резидентно у ентитету у јуну 2005. године | 41266    |
| 55  | Становништво од 5 година и више које је живело у другом ентитету у јуну 2005. године             | 1573     |
| 56  | Мушко становништво старије од 5 година које је живело у другом ентитету у јуну 2005. године      | 732      |
| 57  | Женско становништво старије од 5 година које је живело у другом ентитету у јуну 2005. године     | 841      |
| 58  | Становништво од 3 године и више које говори аутохтони језик                                      | 291      |
| 59  | Мушко становништво старо 3 године и више које говори аутохтони језик                             | 174      |
| 60  | Женско становништво старо 3 године и више које говори аутохтони језик                            | 117      |
| 61  | Становништво од 3 године и више које говори аутохтони језик и не говори шпански језик            | 0        |
| 62  | Мушко становништво старо 3 године и више које говори аутохтони језик и не говори шпански         | 0        |
| 63  | Женско становништво старо 3 године и више које говори аутохтони језик и не говори шпански језик  | 0        |
| 64  | Становништво старо 3 године и више које говори аутохтони језик и шпански                         | 200      |
| 65  | Мушко становништво старо 3 године и више које говори аутохтони језик и шпански                   | 120      |
| 66  | Женско становништво старо 3 године и више које говори аутохтони језик и шпански                  | 80       |
| 67  | Становништво од 5 година и више које говори аутохтони језик                                      | 287      |
| 68  | Становништво од 5 година и више које говори аутохтони језик и не говори шпански језик            | 0        |
| 69  | Становништво од 5 година и више које говори аутохтони језик и говори шпански језик               | 198      |
| 70  | Становништво у домородачким домаћинствима                                                        | 633      |
| 71  | Становништво са ограничењима у активностима                                                      | 6137     |
| 72  | Становништво са ограниченим ходањем или кретањем, горе или доле                                  | 3512     |
| 73  | Становници са ограничењима вида, чак и уз кориштење сочива                                       | 2022     |
| 74  | Становништво са ограничењима говора, комуникације или конверзације                               | 489      |
| 75  | Становништво са ограниченим слухом                                                               | 772      |
| 76  | Становништво са ограничењима при одевању, купању или јелу                                        | 301      |
| 77  | Становништво са ограничењима у опажању или учењу једноставних ствари                             | 248      |
| 78  | Становништво са менталним ограничењима                                                           | 526      |
| 79  | Становништво без ограничења активности                                                           | 84821    |
| 80  | Становништво од 3 до 5 година које не похађа школу                                               | 1767     |
| 81  | Мушко становништво од 3 до 5 година које не похађа школу                                         | 873      |
| 82  | Женско становништво од 3 до 5 година које не похађа школу                                        | 894      |
| 83  | Становништво од 6 до 11 година које не похађа школу                                              | 229      |
| 84  | Мушко становништво од 6 до 11 година које не похађа школу                                        | 129      |
| 85  | Женско становништво од 6 до 11 година које не похађа школу                                       | 100      |
| 86  | Становништво од 12 до 14 година које не похађа школу                                             | 442      |
| 87  | Мушко становништво од 12 до 14 година које не похађа школу                                       | 238      |
| 88  | Женско становништво од 12 до 14 година које не похађа школу                                      | 204      |
| 89  | Становништво од 15 до 17 година похађа школу                                                     | 3655     |
| 90  | Мушко становништво од 15 до 17 година похађа школу                                               | 1755     |
| 91  | Женско становништво између 15 и 17 година живота у школи                                         | 1900     |
| 92  | Становништво од 18 до 24 године похађа школу                                                     | 2348     |
| 93  | Мушко становништво од 18 до 24 године похађа школу                                               | 1112     |
| 94  | Женско становништво од 18 до 24 године похађа школу                                              | 1236     |
| 95  | Становништво од 8 до 14 година које не може да чита и пише                                       | 357      |
| 96  | Мушко становништво старосног доба од 8 до 14 година које не може да чита и пише                  | 232      |
| 97  | Женско становништво старосног доби од 8 до 14 година које не може да чита и пише                 | 125      |
| 98  | Становништво од 15 година и више које је неписмено                                               | 6944     |
| 99  | Мушко становништво од 15 година и више које је неписмено                                         | 3444     |
| 100 | Женско становништво од 15 година и више које је неписмено                                        | 3500     |
| 101 | Становништво старо 15 и више година без школовања                                                | 8000     |
| 102 | Мушко становништво старо 15 и више година без школовања                                          | 4079     |
| 103 | Женско становништво старо 15 и више година без школовања                                         | 3921     |
| 104 | Становништво старосног доба 15 и више година са непотпуним основним образовањем                  | 12036    |
| 105 | Мушко становништво старосног доба од 15 година и више са непотпуном основним образовањем         | 6340     |
| 106 | Женско становништво старосног доба 15 и више година са непотпуном основним образовањем           | 5696     |
| 107 | Становништво старо 15 и више година са комплетним основним образовањем                           | 9759     |
| 108 | Мушко становништво старо 15 година и више са комплетним основним образовањем                     | 4631     |
| 109 | Женско становништво старо 15 и више година са комплетним основним образовањем                    | 5128     |
| 110 | Становништво старосног доба 15 и више година са непотпуним средњим образовањем                   | 3858     |
| 111 | Мушко становништво старосног доба од 15 година и више са непотпуним средњим образовањем          | 2036     |
| 112 | Женско становништво старосног доба од 15 година и више са непотпуним средњим образовањем         | 1822     |
| 113 | Становништво старо 15 и више година са пуним секундарном образовањем                             | 14959    |
| 114 | Мушко становништво старосног доба од 15 година и више са пуним секундарном образовањем           | 6577     |
| 115 | Женско становништво старосног доба од 15 година и више са пуним секундарном образовањем          | 8382     |
| 116 | Становништво старије од 18 година са постосновним образовањем                                    | 13743    |
| 117 | Мушко становништво старије од 18 година са постосновним образовањем                              | 6251     |
| 118 | Женско становништво старије од 18 година са постосновним образовањем                             | 7492     |
| 119 | Просечна оцена школовања                                                                         | 7.2      |
| 120 | Просечан ниво образовања мушке популације                                                        | 6.94     |
| 121 | Просечан ниво образовања женског становништва                                                    | 7.43     |
| 122 | Економски активно становништво                                                                   | 34496    |
| 123 | Економски активна мушка популација                                                               | 24567    |
| 124 | Економски активна женска популација                                                              | 9929     |
| 125 | Становништво које није економски активно                                                         | 35100    |
| 126 | Мушко становништво које није економски активно                                                   | 8679     |
| 127 | Женско становништво које није економски активно                                                  | 26421    |
| 128 | Запослено становништво                                                                           | 32405    |
| 129 | Запослено мушко становништво                                                                     | 22799    |
| 130 | Запослено женско становништво                                                                    | 9606     |
| 131 | Незапослена популација                                                                           | 2091     |
| 132 | Незапослена мушка популација                                                                     | 1768     |
| 133 | Незапослена женска популација                                                                    | 323      |
| 134 | Становништво без права на здравствене услуге                                                     | 23991    |
| 135 | Становништво које има право на здравствене услуге                                                | 67217    |
| 136 | Становништво које има право на ИМСС                                                              | 15019    |
| 137 | Становништво које има право на социјално осигурање                                               | 4722     |
| 138 | Становништво које има право на државно социјално осигурање                                       | 138      |
| 139 | Становништво које има право на опште осигурање или здравствено осигурање за нову генерацију      | 46329    |
| 140 | Становништво које је било једном или није било у браку током 12 година и више                    | 25365    |
| 141 | Венчано или уједињено становништво од 12 година и више                                           | 37887    |
| 142 | Становништво које је било у браку или уједињено 12 година и више                                 | 6715     |
| 143 | Становништво са католичком религијом                                                             | 84814    |
| 144 | Протестанти, еванђелисти и библијски следбеници различити од еванђелиста                         | 4549     |
| 145 | Становништво са другим религијама различитим од претходних                                       | 32       |
| 146 | Становништво без религије                                                                        | 1309     |
| 147 | Укупно пописаних домаћинства                                                                     | 22838    |
| 148 | Пописна домаћинства на челу са мушкарцима                                                        | 17045    |
| 149 | Пописна домаћинства на челу са женама                                                            | 5793     |
| 150 | Становништво у пописним домаћинствима                                                            | 90949    |
| 151 | Становништво у пописним домаћинствима на челу са мушкарцима                                      | 70782    |
| 152 | Становништво у пописним домаћинствима на челу са женама                                          | 20167    |
| 153 | Укупно домаћинстава                                                                              | 29193    |
| 154 | Укупно насељених домаћинстава                                                                    | 23030    |
| 155 | Укупно приватних кућа                                                                            | 29001    |
| 156 | Насељени приватни домови                                                                         | 22838    |
| 157 | Укупно насељених приватних кућа                                                                  | 23023    |
| 158 | Ненасељене приватне куће                                                                         | 4474     |
| 159 | Појединачна домаћинства за привремену употребу                                                   | 1689     |
| 160 | Становници у насељеним приватним кућама                                                          | 90949    |
| 161 | Насељеност станара у приватним становима                                                         | 3.98     |
| 162 | Просечно становника по соби у приватним насељеним домаћинствима                                  | 1.09     |
| 163 | Појединачна домаћинства са подовима од различитих материјала од земље                            | 20038    |
| 164 | Појединачна домаћинства у приземљу                                                               | 2700     |
| 165 | Појединачна домаћинства са једном спаваћом собом                                                 | 8163     |
| 166 | Појединачна домаћинства са две спаваће собе и више                                               | 14584    |
| 167 | Појединачна домаћинства са једним собом                                                          | 1000     |
| 168 | Појединачна домаћинства са две собе                                                              | 4178     |
| 169 | Појединачна домаћинства са 3 собе и више                                                         | 17556    |
| 170 | Појединачна домаћинства која имају електрично светло                                             | 21800    |
| 171 | Појединачна домаћинства која немају електрично светло                                            | 951      |
| 172 | Појединачна домаћинства која имају водоводну воду у стамбеном простору                           | 17997    |
| 173 | Појединачна домаћинства која немају водоводну воду у стамбеном простору                          | 4714     |
| 174 | Појединачна домаћинства која имају тоалет                                                        | 21987    |
| 175 | Појединачна домаћинства која имају канализацију                                                  | 18759    |
| 176 | Појединачна домаћинства која немају канализацију                                                 | 3854     |
| 177 | Појединачна домаћинства која имају електрично светло, довод воде из јавне мреже и канализацију   | 15725    |
| 178 | Појединачна домаћинства без икаквих услова                                                       | 625      |
| 179 | Појединачна домаћинства која имају радио                                                         | 18776    |
| 180 | Појединачна домаћинства која имају телевизор                                                     | 20322    |
| 181 | Појединачна домаћинства која имају фрижидер                                                      | 18293    |
| 182 | Појединачна домаћинства која имају машину за веш                                                 | 16374    |
| 183 | Појединачна домаћинства која имају аутомобил или комби                                           | 9813     |
| 184 | Појединачна домаћинства која имају рачунар                                                       | 4052     |
| 185 | Појединачна домаћинства која имају фиксну телефонску линију                                      | 7878     |
| 186 | Појединачна домаћинства која имају мобилни телефон                                               | 11983    |
| 187 | Појединачна домаћинства која имају приступ интернету                                             | 2511     |